# Małżeństwo osób tej samej płci w Irlandii
     Małżeństwo
     Rejestrowany związek partnerski
     Konkubinat
     Konstytucja definiuje małżeństwo jako związek kobiety i mężczyzny
     Związki jednopłciowe nieuznawane

Status prawny związków osób tej samej płci w Europie:
Małżeństwo
Rejestrowany związek partnerski
Konkubinat
Konstytucja definiuje małżeństwo jako związek kobiety i mężczyzny
Związki jednopłciowe nieuznawane

Małżeństwa osób tej samej płci są w Irlandii legalne od 16 listopada 2015. Pierwsze śluby par tej samej płci zawarte zostały 17 listopada 2015.
Poprawka do Konstytucji Irlandii umożliwiająca wprowadzenie równości małżeńskiej została przyjęta w referendum 22 maja 2015.
Wraz z wprowadzeniem małżeństw osób tej samej płci Irlandia przestała rejestrować nowe związki partnerskie. Istniejące związki partnerskie nie zostały jednak automatycznie uznane za małżeństwo.